# Kamaldinni, Devadurga
Kamaldinni là một làng thuộc tehsil Devadurga, huyện Raichur, bang Karnataka, Ấn Độ.